# Rainier Club
The Rainier Club ist ein Gesellschaftsclub in Seattle, Washington. Das Gebäude des Clubs wurde 1904 fertiggestellt und wurde in das National Register of Historic Places aufgenommen. Der Club wurde 1888 im damaligen Washington-Territorium gegründet (der Bundesstaat entstand im darauffolgenden Jahr). Im Jahr 2008 hatte der Club 1300 Mitglieder. Das Bauwerk wurde am 22. April 1976 in das National Register of Historic Places aufgenommen.

## Geschichte
Der Rainier Club wurde auf einem Treffen von sechs führenden Mitgliedern der Seattler Gesellschaft am 23. Februar 1888 vorgeschlagen; er wurde formell am 25. Juli 1888 gegründet. Die Teilnehmer der ursprünglichen Gründungsversammlung waren J. R. McDonald, der Präsident der Seattle, Lake Shore & Eastern Railroad; John Leary, der frühere Bürgermeister Seattles und Landerschließer; Norman Kelly; R. C. Washburn, Herausgeber des Seattle Post-Intelligencer; Bailey Gatzert, früherer Bürgermeister und an Schwabacher’s beteiligt; A. B. Stewart und James McNaught. Andere Gründungsmitglieder waren Eugene Carr, der Richter Thomas Burke und William Allison Peters.
Der Club hat seinen Namen nach dem britischen Admiral Peter Rainier. Der Name wurde vermutlich wegen der Rivalität Seattles mit dem nahegelegenen Tacoma gewählt, deren Bürger zu jener Zeit den Namen Mount Tacoma für den heute als Mount Rainier bekannten Berg durchzusetzen versuchten. 1892 entsandte der Rainier Club tatsächlich eine Abordnung nach Washington, D.C., die für Rainier als Name für den Berg Einfluss nahm. Das Emblem des Clubs orientierte sich an dem 1877 in Victoria, British Columbia gegründeten Union Club.
Weil die Gesetze des Territoriums 1888 die Gründung eines privaten Clubs nicht vorsahen, wurde der Rainier Club zunächst als Pension und Restaurant für Männer gegründet. Er wurde am 18. Januar 1899 als privater Club neugegründet, nachdem der inzwischen entstandene Bundesstaat 1895 das entsprechende Gesetz revidierte.
Der erste Sitz des Clubs befand sich in einem Teil des 22-Zimmer-Wohnhauses von James McNaught an der Fourth Avenue der Stadt (an der Stelle befindet sich heute die Seattle Central Library). McNaught war zufrieden darüber, einen Mieter zu haben, da er in St. Paul, Minnesota den Posten des Aufsichtsratsdirektor der Northern Pacific Railroad angenommen hatte. Das Haus diente auch, neben dem Zeughaus an der Kreuzung von Fourth Avenue und Union Street, als zeitweiliges Rathaus der Stadt, nachdem 1889 beim Great Seattle Fire der größte Teil der Stadt zerstört wurde. Diese Nutzung involvierte weitere der Stadtoberen in den Club.
McNaught und der Club waren sich jedoch nicht sehr lange einig über die Bedingungen des Mietvertrags, so dass der Club für eine kurze Zeit in das Bailey Building übersiedelte (heute befindet sich an der Kreuzung von Second Avenue und Cherry Street das Broderick Building); vom Februar 1893 an befand sich das Clubhaus in Räumen des neuerrichteten Theaters (an der Stelle des heutigen Arctic Building). Der Rainier Club erwarb das Anwesen an der Kreuzung von Fourth Avenue und Columbia Street in Downtown Seattle, in dem er noch heute siedelt, im Jahr 1903. Das Gebäude wurde von dem aus Spokane, Washington stammenden Architekt Kirtland Cutter entworfen und 1904 fertiggestellt. Der 1929 hinzugebaute Südflügel wurde von dem Seattler Architekten Carl F. Gould geplant; von ihm stammt auch der Entwurf des Eingangs im Georgianischen Stil und die Ornamentierung des Interieurs im Art déco, die zum selben Zeitpunkt entstanden.
1899 war der Club der Ausgangspunkt für mehrere Mitglieder der Harriman Alaska Expedition. E. H. Harriman, John Burroughs, John Muir, Edward S. Curtis und Henry Gannett setzten von hier aus zu ihrer Expedition nach Seal Island und anderen Inseln in der Beringstraße sowie den Küsten auf beiden Seiten der Meerenge an und feierten hier ihre Rückkehr.
Gifford Pinchot war auf der Reise, die zur Gründung des United States Forest Service und des Mount-Rainier-Nationalparks führte, Gast im Rainier Club. Ein Jahrzehnt später begleitete Edward S. Curtis, von 1903 bis 1920 Mitglied, Theodore Roosevelt auf seiner Reise durch den neuen Nationalpark. Der Club besitzt 35 Photogravuren und 27 Platin- und Silberdrucke, die Curtis während dieser Reise anfertigte.
Zu den Clubmitgliedern gehörte auch John C. Olmsted von dem Landschaftsarchitekturbüro Olmsted Brothers, das 1909 die Alaska-Yukon-Pacific Exposition (A-Y-P Exposition) plante. Aus dem Ausstellungsgelände ging später der Campus der University of Washington hervor. Die Olmsteds spielten auch eine tragende Rolle in der Planung des Systems von Parks und Boulevards in der Stadt.
Als privater Gesellschaftsclub war der Rainier Club von den frühen Experimenten der Stadt und des Bundesstaates hinsichtlich der Prohibition ausgenommen, doch als 1916 der Alkoholausschank im gesamten Bundesstaat untersagt wurde, konnte der Club nicht länger Branntwein verkaufen. Während der Prohibition beschloss der Club deswegen mehrfach Richtlinien, nach denen „unter keinen Umständen einem Angestellten des Clubs erlaubt wird, Alkohol zu kaufen, zu verkaufen oder auf dem Anwesen des Clubs zu besitzen“. Die Richtlinien enthielten jedoch keine Regelungen über den Besitz von Alkohol durch die Mitglieder.
Der Rainier Club blieb nicht von der Weltwirtschaftskrise verschont. Nach dem Bau des Südflügels im Jahr 1929 sah man sich schon bald einem Rückgang der Mitgliederzahl gegenüber, weil sich viele Mitglieder die Gebühren nicht mehr leisten konnten. In Hoffnung auf neue Mitglieder wurde 1932 die Beitrittsgebühr von 500 auf 200 US-Dollar und im Oktober 1933 gar auf 100 US-Dollar gesenkt. Im Verlauf von 36 Monaten war damals die Zahl der Mitglieder von 851 auf 615 gesunken. Der Club profitierte auch vom Ende der Prohibition, da die neuen Alkoholgesetze des Bundesstaates den Alkoholverkauf nur in privaten Clubs erlaubte. In ähnlicher Weise wurde 1948 die Beitrittsgebühr von 650 auf 400 US-Dollar zurückgenommen, nachdem der Alkoholverkauf in Washington wieder vollständig freigegeben wurde.
Ein halbes Jahrhundert nach der A-Y-P Exposition spielten die Clubmitglieder bei der Ausrichtung der Century 21 Exposition 1962 eine ähnlich prominenten Rolle. Eddie Carlson, der Präsident von Western International Hotels (später Westin), war eine treibende Kraft bei der Organisierung der Weltausstellung, und viele der Konferenzen zur Vorbereitung wurden im Clubhaus abgehalten.
1993 hielt der damalige Präsident der Vereinigten Staaten Bill Clinton zwei Treffen der Asian Pacific Economic Cooperation (APEC) auf Ministerebene mit Japan and China im Rainier Club ab. Dabei handelte es sich um die ersten APEC-Treffen in den Vereinigten Staaten und das erste hochrangige Zusammenkommen mit der Volksrepublik China nach dem Tian’anmen-Massaker von 1989.
Ursprünglich hatte der Club nur männliche und nur weiße Mitglieder. Das erste Mitglied asiatischer Herkunft wurde am 25. November 1966 aufgenommen (der japanische Konsul in Seattle war allerdings von 1923 bis zum Angriff auf Pearl Harbor 1941 Ehrenmitglied des Clubs.); das erste schwarze Mitglied wurde am 25. Juli 1978 der Bauunternehmer Luther Carr; das erste weibliche Mitglied war vom 22. August 1978 an die Richterin Betty Fletcher, die auch die erste weibliche Vorsitzende der Rechtsanwaltskammer für Seattle und das King County war.
Andere prominente Mitglieder waren mehrere Angehörige der Blethen-Familie, der Besitzerfamilie der Seattle Times sowie die Kunstsammler Richard Fuller (Gründer des Seattle Art Museum) und H. C. Henry (Gründer der Henry Art Gallery).
Zu den prominenten Gästen im Club gehörten Samuel Clemens (Mark Twain), John Philip Sousa, Buffalo Bill, William Howard Taft, Generalleutnant Arthur MacArthur, General Douglas MacArthur, Babe Ruth, Rear Admiral Robert E. Peary sowie Mitglieder der frühen japanischen Handelsdelegationen in den Vereinigten Staaten.

## Belege
1. 1 2 3 4 5 6 7 8 9  The Rainier Club of Seattle Campaign for Funds for Historical Renovation, The Rainier Club, März 2008. Abgerufen am 10. Februar 2011 (englisch).
2. ↑  Datenbank Focus des National Park Service, abgerufen am 19. Januar 2011 (englisch)
3. 1 2 3  Priscilla Long, Gentlemen organize Seattle's Rainier Club on February 23, 1888, HistoryLink.org, 27. Januar 2001. Abgerufen am 19. Januar 2011 (englisch).
4. ↑  Crowley 1988, S. 15.
5. 1 2  Crowley 1988, S. 15–16.
6. ↑  Crowley 1988, S. 24
7. 1 2  Crowley 1988, S. 26.
8. 1 2  Crowley 1988, S. 16.
9. 1 2 3 4  Walt Crowley, Rainier Club (Seattle), HistoryLink.org, 27. Januar 2001. Zugriff am 11. Februar 2011.
10. ↑  Crowley 1988, S. 21–23.
11. 1 2  Crowley 1988, S. 23.
12. ↑  Crowley 1988, S. 23–24.
13. ↑  Clarence B. Bagley, History of Seattle From the Earliest Settlement to the Present Time, The S.J. Clarke Publishing Company. Chicago, 1916. S. 577.
14. ↑  The Rainier Club of Seattle Campaign for Funds for Historical Renovation, The Rainier Club, March 2008. Zugriff am 10. Februar 2011. Der Text gibt die Namen Harrimans und Gannetts falsch mit „E.A. Harriman“ und „Henry Gannet“ an.
15. ↑  Nard Jones, Seattle, Doubleday, 1972, ISBN 0-385-01875-4. S. 306–307.
16. ↑  Crowley 1988, S. 37–38.
17. ↑  Crowley 1988, S. 42–44.
18. ↑  Crowley 1988, S. 44.
19. ↑  Crowley 1988, S. 52.
20. ↑  Crowley 1988, S. 49
21. ↑  Priscilla Long, Rainier Club, Seattle's preeminent private club, admits first African American and first woman in 1978, HistoryLink.org, 28. Januar 2001. Zugriff am 11. Februar 2011.
22. ↑  The Rainier Club of Seattle Campaign for Funds for Historical Renovation, The Rainier Club, März 2008. Der Text nennt irrtümlich „Robert E. Perry“. Zugriff am 11. Februar 2011. (Englisch)